# محمود یونس
محمود یونس (عربی: محمود يونس؛ ۱۲ آوریل ۱۹۱۱ – ۱۸ آوریل ۱۹۷۶) مهندس عمران اهل مصر بود. او یکی از مهندسان ملی‌سازی کانال سوئز بود و در ۱۰ ژوئیه ۱۹۵۷ تا ۱۰ اکتبر ۱۹۶۵ مسئول کل کانال سوئز بود. او در سال ۱۹۴۸ فوق‌لیسانس خود را در رشته دانش نظامی گرفت. او در همین سال با جمال عبدالناصر در جنگ فلسطین شرکت کرد. در ۱۹۶۸ او معاون نخست‌وزیر در بخش حمل و نقل و ارتباطات سپس وزیر نقل و ارتباطات و نیز وزیر برق بود و تا وفاتش در آن مناصب باقی ماند.